# David Johnson (football)
Pour les articles homonymes, voir David Johnson et Johnson.
Ne pas confondre avec David Johnson, footballeur international jamaïcain, né en 1976.
David Johnson, né le 23 octobre 1951 à Liverpool (Angleterre) et mort le 23 novembre 2022, est un footballeur international anglais, qui évoluait au poste d'attaquant à Liverpool et en équipe d'Angleterre.
Johnson, qui a joué pour Everton et Liverpool, fut le premier joueur à marquer pour les deux clubs lors du Derby du Merseyside. Il a également marqué six buts lors de ses huit sélections avec l'Équipe d'Angleterre entre 1975 et 1980. 
David Johnson meurt des suites d'un cancer de la gorge le 23 novembre 2022, à l'âge de 71 ans.

## Carrière
- 1969-1972 : Everton
- 1972-1976 : Ipswich Town
- 1976-1982 : Liverpool
- 1982-1984 : Everton
- 1984 : Barnsley
- 1984 : Manchester City
- 1984 : Tulsa Roughnecks
- 1984-1985 : Preston North End  [2]

## Palmarès

### En équipe nationale
- 8 sélections et 6 buts avec l'équipe d'Angleterre entre 1975 et 1980.

### Avec Ipswich Town
- Vainqueur de la Texaco Cup en 1973.

### Avec Liverpool
- Vainqueur de la Ligue des champions de l'UEFA en 1977 et 1981.
- Vainqueur du Championnat d'Angleterre de football en 1977, 1979 et 1980.
- Vainqueur de la Supercoupe de l'UEFA en 1977.
- Vainqueur du Coupe de la ligue anglaise de football en 1982.